# Round Point
Round Point eller Punta Redonda är en udde i Antarktis. Den ligger i Sydshetlandsöarna. Argentina, Chile och Storbritannien gör anspråk på området.
Terrängen inåt land är huvudsakligen kuperad, men den allra närmaste omgivningen är varierad. Havet är nära Round Point norrut. Trakten är obefolkad. Det finns inga samhällen i närheten. 